# Томмазо Лауреті
Томмазо Лауреті (італ. Tommaso Laureti, відомий як Томмазо Сицилієць; близько 1530, Палермо, Сицилійське королівство — 22 вересня 1602, Рим) — італійський художник і архітектор.

## Біографія
У ранньому віці Лауреті переїхав до Риму, де навчався у майстерні Себастьяно дель Пйомбо, по смерті якого в 1547 році жив у Болоньї. Тут він став відомим завдяки своїм розписам стель, зокрема фресці «Олександр Великий» в палаці сімейства Віццані та «Перевезення тіла Святого Августина» в базиліці Сан-Джакомо Маджоре. У 1566 році за ескізами Лауреті були виготовлені мармурові і бронзові скульптурні елементи для «Фонтану Нептуна» Джованні да Болонья.  
Більшість робіт Лауреті, виконаних у 1570-х роках не лише в Болоньї, але й у Мантуї і Феррарі, до наших днів не збереглися.  

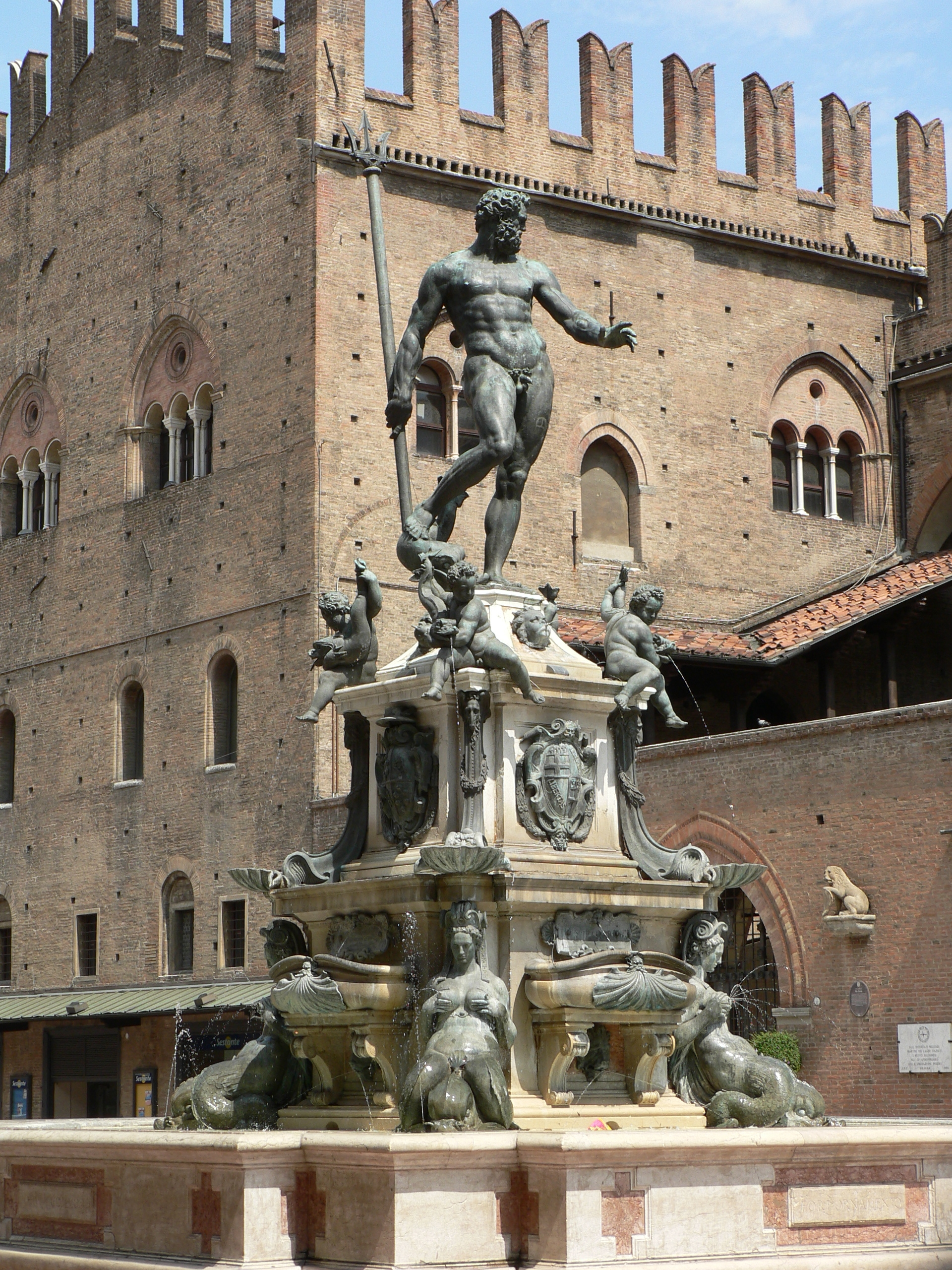
«Фонтан Нептуна», Болонья.

У 1582 році на запрошення папи римського Григорія XIII Томмазо Лауреті виконав ряд фресок у Ватиканському палаці, найвідомішою з яких є фреска «Тріумф християнства» під склепінням Залу Костянтина (1585), та в Палаццо консерваторе. Крім того, в Римі, він побудував вівтар в церкві Святої мучениці Сусанни.
У 1595 році, по смерті Федеріко Цуккарі, Лауреті став керівником Академії Святого Луки. Його портрет, виконаний посмертно у 1603 році художником Ораціо Борджанні, сьогодні знаходиться в Академії.